# 文蘭 (加利福尼亞州)
文蘭（英語：Vinland）是美國加利福尼亞州克恩縣一個非建制地區，位於麥克法蘭以北約2.5英里（4）並鄰近南太平洋鐵路，海拔高度為98米（322英尺）。